# Aripă (arhitectură)
Aripă: în domeniul arhitecturii și al construcțiilor acest termen desemnează o parte a unei clădiri sau a unei structuri sau și a unui ansamblu de clădiri sau structuri, care are o poziție laterală față de clădirea sau structura considerată principală, similar poziției aripii unei păsări.

## Galerie de imagini

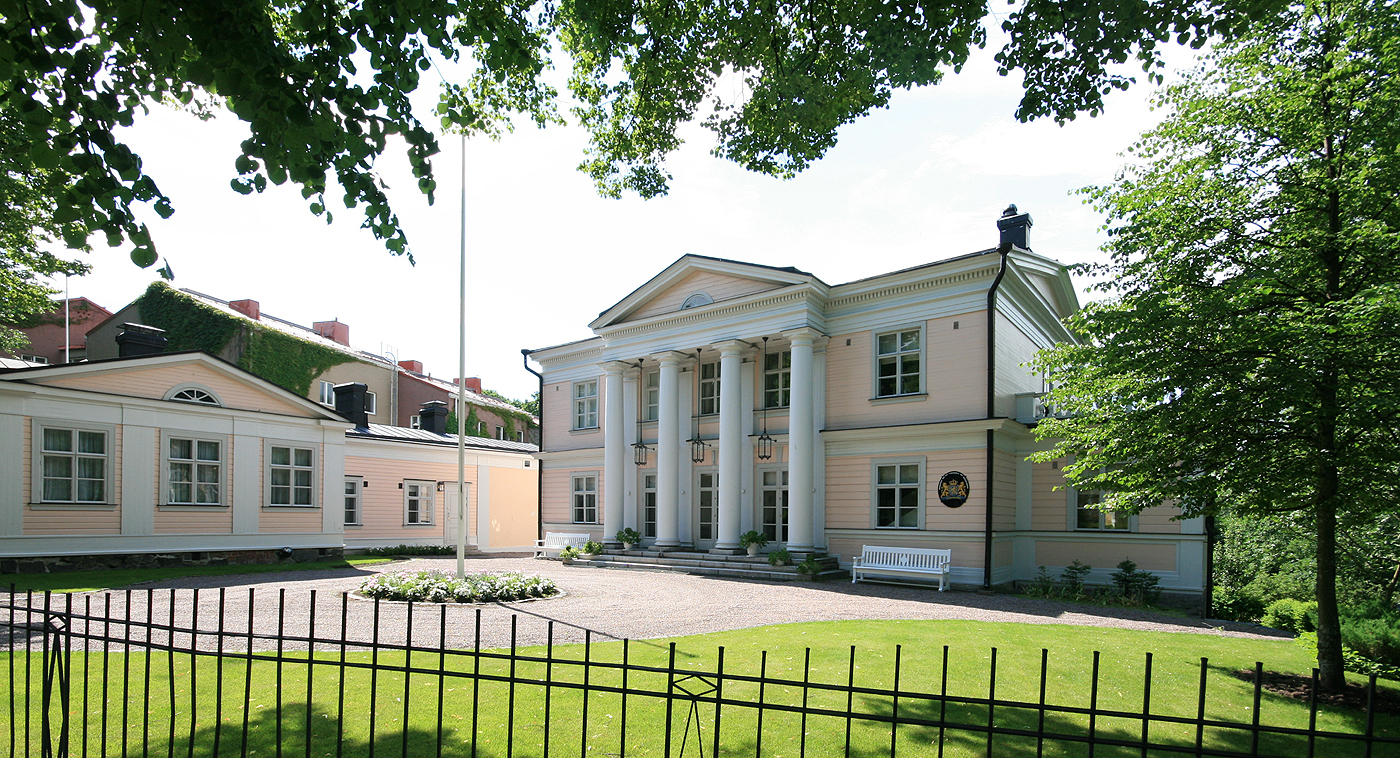
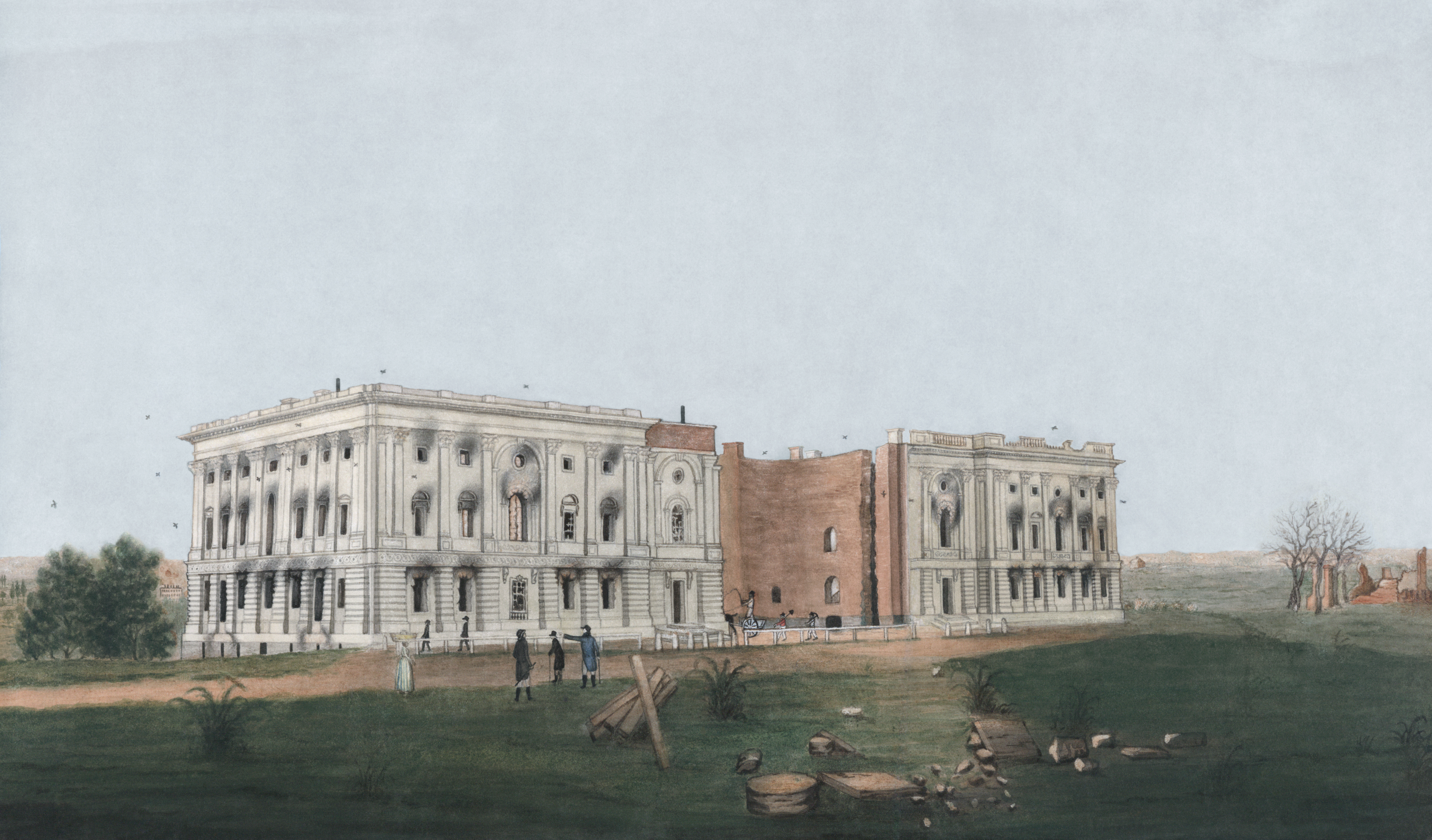
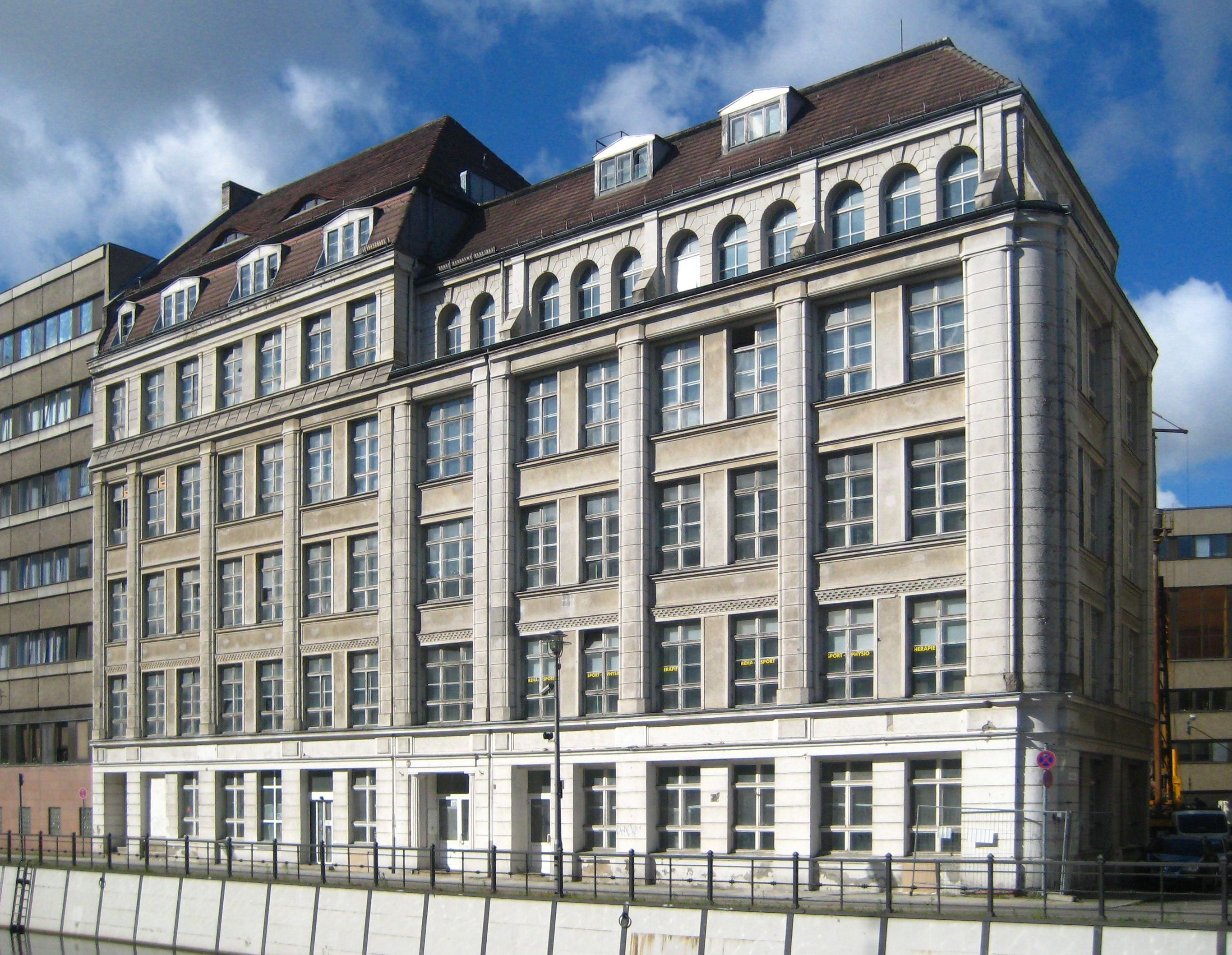
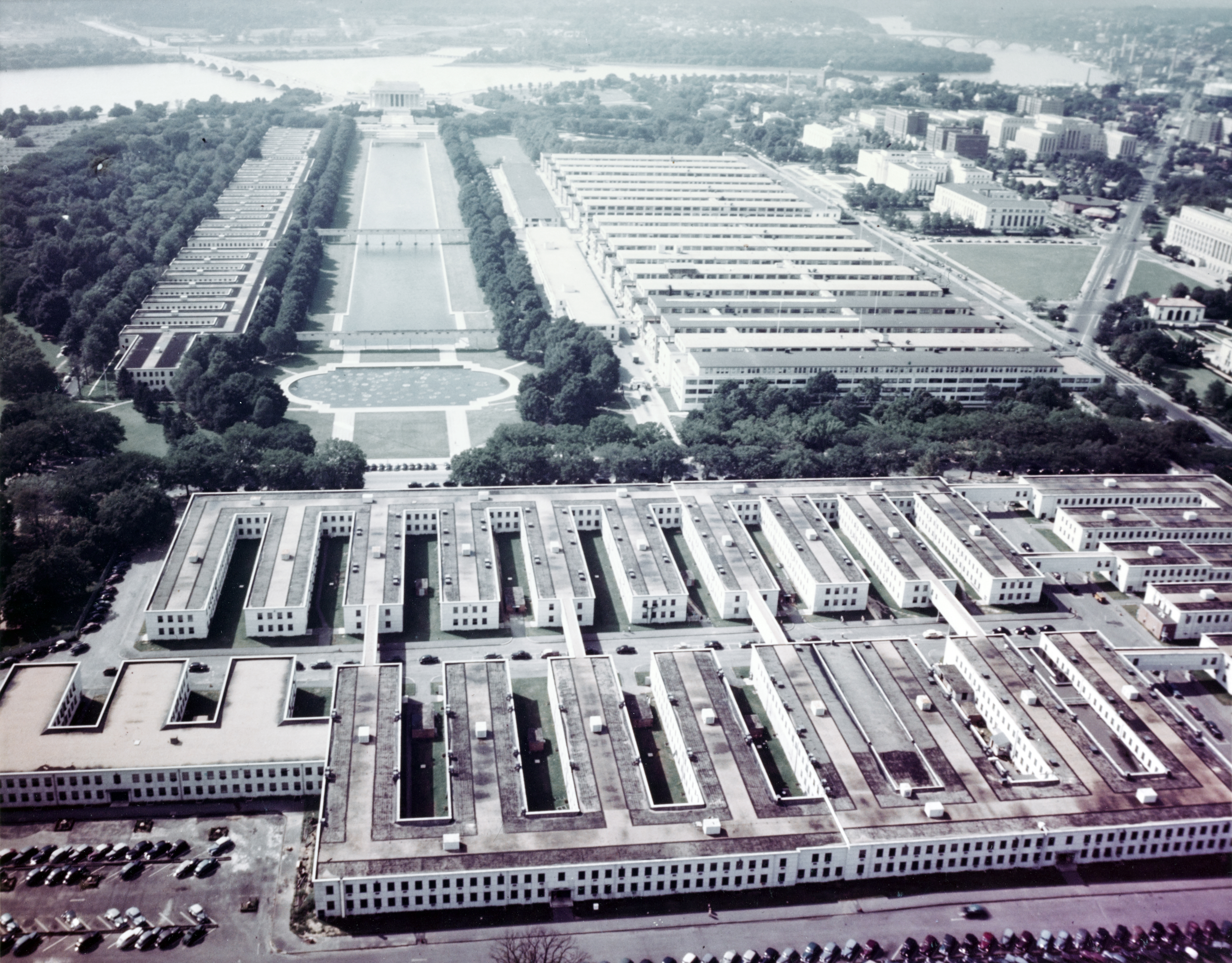
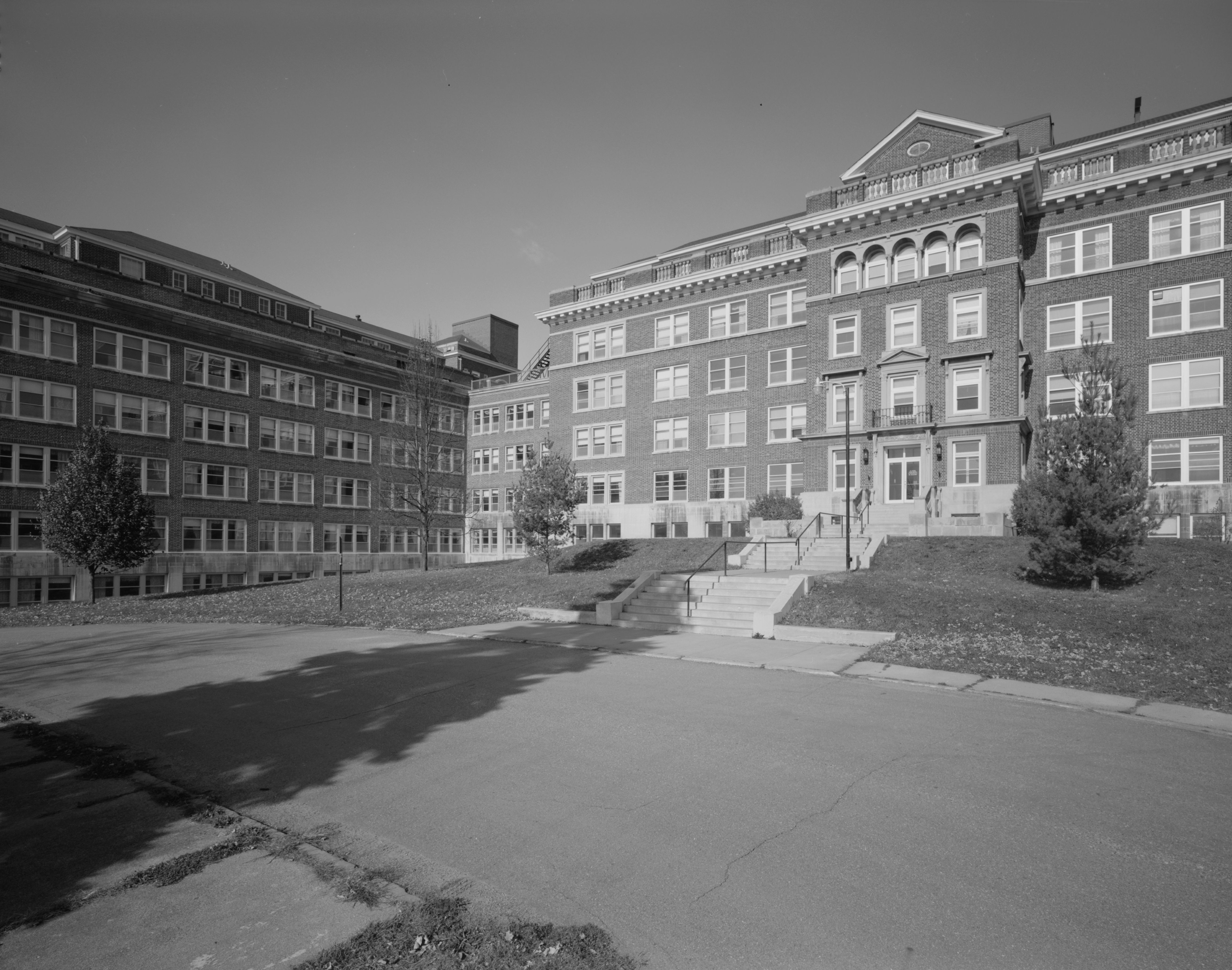
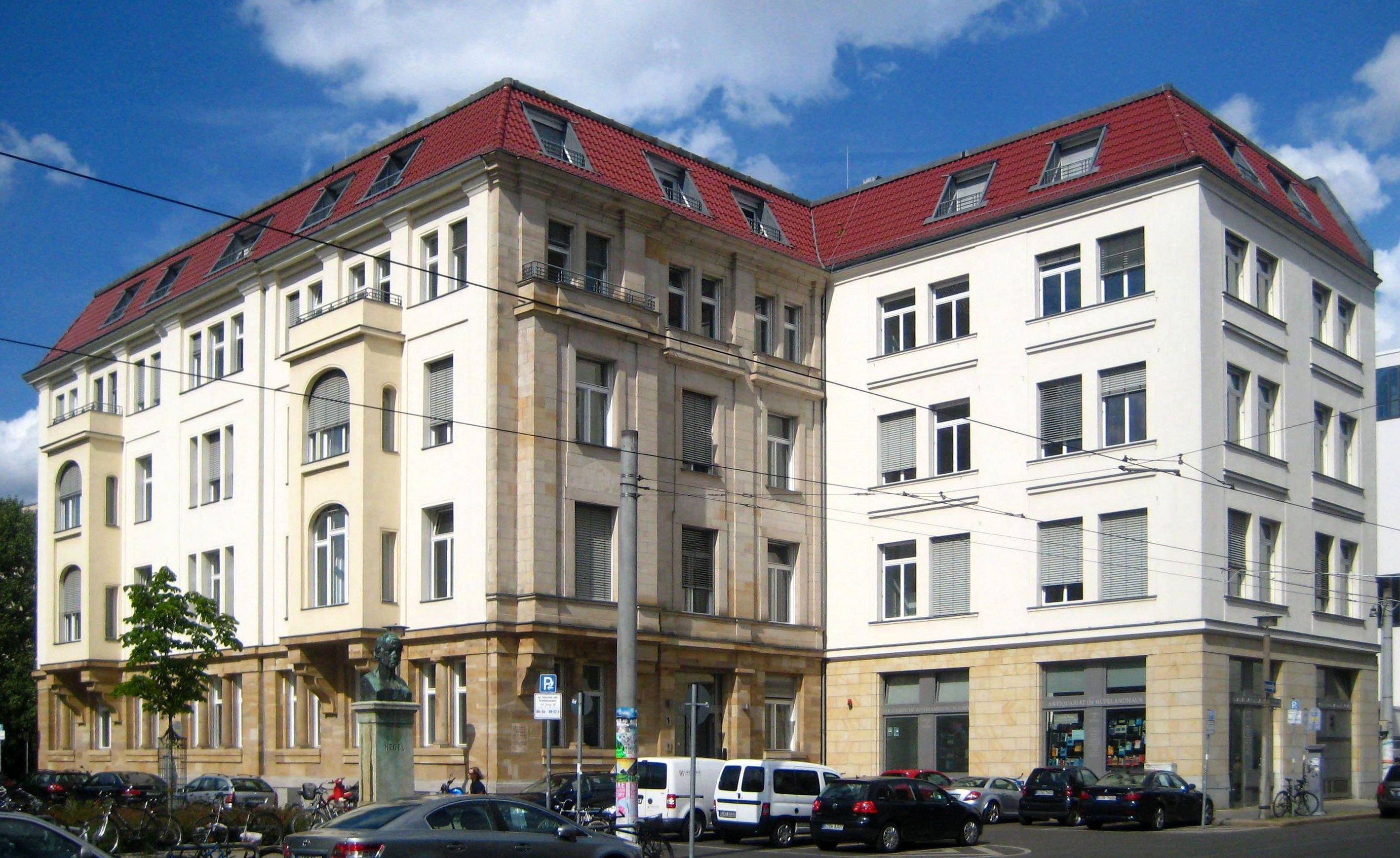

## Vezi și
- Glosar de arhitectură